# Championnat du Bhoutan de football 2023
Navigation
Saison précédente Saison suivante
La saison 2023 du Championnat du Bhoutan de football est la douzième édition du championnat national de première division au Bhoutan.  
Le Paro FC, tenant du titre, remporte de nouveau la compétition.

## Les clubs participants
Les six premiers du Championnat du Bhoutan 2022 sont rejoint par les quatre premiers du tournoi de qualification qui comporte huit équipes. 
- Clubs de Premier League 2022 : 
  - Transport United
  - Thimphu City FC
  - Paro FC
  - Druk Lhayul FC
  - Royal Thimphu College FC
  - Ugyen Academy FC
- Promus des qualifications 2023 :
  - Thimphu Raven FC
  - BFF Academy FC
  - Tensung FC
  - Namlha FC

## Compétition

### Classement
| Rang | Équipe                   | Pts | J  | G  | N | P  | Bp | Bc | Diff |
| ---- | ------------------------ | --- | -- | -- | - | -- | -- | -- | ---- |
| 1    | Paro FC T                | 49  | 18 | 16 | 1 | 1  | 79 | 14 | +65  |
| 2    | Thimphu City FC          | 43  | 18 | 13 | 4 | 1  | 48 | 12 | +36  |
| 3    | Transport United         | 37  | 18 | 12 | 1 | 5  | 68 | 29 | +39  |
| 4    | Royal Thimphu College FC | 35  | 18 | 11 | 2 | 5  | 40 | 22 | +18  |
| 5    | Druk Lhayul FC           | 25  | 18 | 8  | 1 | 9  | 47 | 54 | -7   |
| 6    | Tensung FC P             | 22  | 18 | 7  | 1 | 10 | 31 | 36 | -5   |
| 7    | BFF Academy FC P         | 17  | 18 | 4  | 5 | 9  | 30 | 45 | -15  |
| 8    | Ugyen Academy FC         | 15  | 18 | 3  | 6 | 9  | 30 | 50 | -20  |
| 9    | Thimphu Raven FC P       | 10  | 18 | 3  | 1 | 14 | 18 | 68 | -50  |
| 10   | Namlha FC P              | 7   | 18 | 2  | 1 | 15 | 15 | 80 | -65  |

|  | Qualification pour la Challenge League de l'AFC 2024-2025  |
|  | Qualifié pour le tournoi de qualification 2024             |
|  | T : Tenant du titre P : Promu de la ligue de qualification |

## Bilan de la saison
| Championnat du Bhoutan de football 2023 |                    |
| Champion                                | Paro FC (4e titre) |
| Qualifications continentales            |                    |
| Challenge League de l'AFC 2024-2025     | Paro FC            |
| Promotions et relégations               |                    |
| Promus en Premier League                |                    |
| Relégués en Super League                |                    |